# Andrej Minakov
Andrej Dmitrievič Minakov (in russo Андрей Дмитриевич Минаков?; trasl. angl.: Andrey Dmitriyevich Minakov; San Pietroburgo, 17 marzo 2002) è un nuotatore russo.

## Carriera
Ha vinto due medaglie d'argento ai mondiali 2019 nei 100 m farfalla e nei 4×100 m stile libero. Nel 2025 sale sul gradino più alto del podio nella staffetta 4x100 metri misti al mondiali di Singapore.

## Palmarès
- Mondiali

Gwangju 2019: argento nei 100m farfalla e nella 4×100m sl e bronzo nella 4x100m misti.
Singapore 2025: oro nella 4x100m misti.
- Mondiali in vasca corta

Abu Dhabi 2021: oro nella 4x100m sl e nella 4x50m misti, argento nella 4x50m sl, bronzo nei 100m farfalla, nella 4x100m misti e nella 4x50m sl mista.
Budapest 2024: oro nella 4x100m misti.
- Europei

Budapest 2020: oro nella 4x100m sl, argento nella 4x100m misti e bronzo nei 100m sl.
- Olimpiadi giovanili

Buenos Aires 2018: oro nei 100m sl, nei 50m farfalla, nei 100m farfalla, nella 4x100m sl, nella 4x100m misti e nella 4x100m sl mista e argento nella 4x100m misti mista.
- Mondiali giovanili

Indianapolis 2017: argento nei 50m farfalla e nella 4x100m misti e bronzo nei 100m farfalla.
Budapest 2019: oro nei 100m sl, nei 100m farfalla e nella 4x100m misti, argento nei 50m farfalla, nella 4x100m sl, nella 4x100m sl mista e nella 4x100m misti mista.
- Europei giovanili

Helsinki 2018: oro nei 50m farfalla, nella 4x100m sl, nella 4x100m misti, nella 4x100m sl mista e nella 4x100m misti mista, argento nei 100m sl e nei 100m farfalla.
Kazan 2019: oro nei 100m farfalla, nella 4x100m sl, nella 4x100m misti e nella 4x100m misti mista, argento nella 4x100m sl mista e bronzo nei 50m farfalla.

## Primati personali
I suoi primati personali in vasca da 50 metri sono:
- 100 m stile libero: 47"57 (2020)
- 50 m delfino: 23"02 (2021)
- 100 m delfino: 50"83 (2019)

I suoi primati personali in vasca da 25 metri sono:
- 100 m stile libero: 46"64 (2020)
- 50 m delfino: 22"34 (2020)
- 100 m delfino: 50"13 (2018)